# Onthophagus fabricii
Onthophagus fabricii är en skalbaggsart som beskrevs av Waterhouse 1894. Onthophagus fabricii ingår i släktet Onthophagus och familjen bladhorningar. Inga underarter finns listade i Catalogue of Life.